# Garonni
I Garonni (Garumni in latino) erano un popolo dell'Aquitania, la cui localizzazione è assai incerta.
Erano probabilmente stanziati nella Val d'Aran (con centro a Salardunum Salardù), e, secondo Raymond Lizop, nell'alta valle della Garonna. Altri li immaginano a Gironde-sur-Dropt in Benauge (Entre-deux-Mers), un'area che generalmente si considera popolata dai Vasati. 